# Lake Jackson
Lake Jackson is een plaats (city) in de Amerikaanse staat Texas, en valt bestuurlijk gezien onder Brazoria County.

## Demografie
Bij de volkstelling in 2000 werd het aantal inwoners vastgesteld op 26.386.
In 2006 is het aantal inwoners door het United States Census Bureau geschat op 27.614, een stijging van 1228 (4.7%).

## Geografie
Volgens het United States Census Bureau beslaat de plaats een oppervlakte van
51,3 km², waarvan 49,3 km² land en 2,0 km² water. Lake Jackson ligt op ongeveer 6 m boven zeeniveau.

## Plaatsen in de nabije omgeving
De onderstaande figuur toont nabijgelegen plaatsen in een straal van 12 km rond Lake Jackson.